# Тесса Томпсон
Тесса Лінн Томпсон (англ. Tessa Thompson; нар. 3 жовтня 1983, Лос-Анджелес, Каліфорнія, США) — американська акторка, співачка та композиторка.

## Життєпис
Народилася у Лос-Анджелесі, Каліфорнія. Дитинство проходило між школою в Каліфорнії, де жили її мати та старша сестра, й Брукліном, де жив батько-музикант разом з молодшими братом, сестрою та мачухою. За походженням Томпсон має панамську кров по батьковій лінії, мексиканську та європейську — по материнській.
Навчаючись у школі, брала участь у різноманітних шкільних виставах. Після випуску вступила до коледжу Санта-Моніки, в якому вивчала культурну антропологію та відвідувала заняття з драматичного мистецтва, а також лекції членів The LA Women's Shakespeare Company, яку заснувала Ліза Волп. В підліткові роки жила в Голлівуді.

## Особисте життя
Тесса Томпсон бісексуальна.

## Кар'єра
Перші ролі виконувала на театральній сцені. З 2005 знімається у фільмах та серіалах.
На телебаченні дебютною роллю стали зйомки у «Вероніка Марс» та епізоді серіалу «Мертва справа». У 2006 виконала роль Скарлетт у фільмі жахів «Коли дзвонить незнайомець». У 2007 приєдналась до акторського складу «Таємниці Палм-Спрінгс» як головна героїня.
У «Парк Авеню, 666» мала епізодичну роль дочки Гевіна Дорона. З 2016 задіяна в серіалі «Край „Дикий Захід“».
Виконала роль Валькірії в «Тор: Раґнарок» та подальших стрічках франшизи. Це третя екранізація коміксів видавництва Marvel Comics за участю Кріса Гемсворта, Кейт Бланшетт, Ентоні Гопкінса.
У 2018 знялася в ролі геодезистки в фантастичному фільмі «Анігіляція».
У 2021 виконала головну роль у фільмі «Поміжжя».

## Фільмографія

### Фільми
| Рік  | Назва                            | Оригінальна назва           | Роль                   | Примітки  |
| ---- | -------------------------------- | --------------------------- | ---------------------- | --------- |
| 2006 | «Коли дзвонить незнайомець»      | When a Stranger Calls       | Скарлет                |           |
| 2006 | «Ініціатива Сари»                | The Initiation of Sarah     | Есм                    | телефільм |
| 2008 | «Зроби крок»                     | Make It Happen              | Дана                   |           |
| 2008 | «Людський контракт»              | The Human Contract          | офіціантка             |           |
| 2009 | «Проклятий Міссісіпі»            | Mississippi Damned          | Карі Пітерсон          |           |
| 2010 |                                  | Everyday Black Man          | Клер                   |           |
| 2010 |                                  | Exquisite Corpse            | Ліз                    |           |
| 2010 | «Пісні про кохання»              | For Colored Girls           | Найла Едрос            |           |
| 2010 |                                  | Betwixt                     | Дженні                 | телефільм |
| 2011 |                                  | Periphery                   | Кейтлін                |           |
| 2011 |                                  | Red & Blue Marbles          | Бекка                  |           |
| 2012 | «Вбивця на тринадцятому поверсі» | Murder on the 13th Floor    | Ніа Палмер             |           |
| 2013 | «Південна Дакота»                | South Dakota                | Кріс                   |           |
| 2013 |                                  | Automotive                  | Меггі                  |           |
| 2014 | «Грентем і Роза»                 | Grantham & Rose             | Волліс                 |           |
| 2014 | «Дорогі білі люди»               | Dear White People           | Саманта Вайт           |           |
| 2014 | «Сельма»                         | Selma                       | Діана Неш              |           |
| 2015 | «Крід: Спадок Роккі Бальбоа»     | Creed                       | Б'янка                 |           |
| 2016 | «Війна проти всіх»               | War on Everyone             | Джекі Голліс           |           |
| 2016 |                                  | Salt Water                  | Бріт                   |           |
| 2017 | «Тор: Раґнарок»                  | Thor: Ragnarok              | Брюнгільда / Валькірія |           |
| 2018 | «Анігіляція»                     | Annihilation                | геодезистка            |           |
| 2018 | «Месники: Війна нескінченності»  | Avengers: Infinity War      | Валькірія              |           |
| 2018 |                                  | Little Woods                | Оллі                   |           |
| 2018 | «Крід 2»                         | Creed II                    | Бьянка                 |           |
| 2019 | «Месники: Завершення»            | Avengers: Endgame           | Валькірія              |           |
| 2019 | «Люди в чорному: Інтернешнл»     | Men in Black: International | агентка Ем / Моллі     |           |
| 2019 | «Леді та Блудько»                | Lady and the Tramp          | Леді (озвучування)     |           |
| 2021 | «Поміжжя»                        | Passing                     | Айрін Редфілд          |           |
| 2022 | «Тор: Кохання та грім»           | Thor: Love and Thunder      | Валькірія              |           |
| 2023 | «Крід III»                       | Creed III                   | Б'янка                 |           |
| 2023 | «Марвели»                        | The Marvels                 | Валькірія              |           |

### Серіали
| Рік       | Назва                   | Оригінальна назва | Роль             | Примітки          |
| --------- | ----------------------- | ----------------- | ---------------- | ----------------- |
| 2005      | «Мертва справа»         | Cold Case         | Вільгеміна       | 1 епізод          |
| 2005–2006 | «Вероніка Марс»         | Veronica Mars     | Джеккі Кук       | 22 епізоди        |
| 2006      | «Анатомія Грей»         | Grey's Anatomy    | Камілла Тревіс   | 1 епізод          |
| 2007      | «Таємниці Палм-Спрінгс» | Hidden Palms      | Ніккі Барнс      | головна роль      |
| 2008      |                         | Life              | Ліза             | 1 епізод          |
| 2009      | «Свідомість»            | Mental            | Лейні Джефферсон | 1 епізод          |
| 2009      | «Приватна практика»     | Private Practice  | Зої              | 1 епізод          |
| 2009      | «Герої»                 | Heroes            | Приклад          | 1 епізод          |
| 2009      | «Три ріки»              | Three Rivers      | Ребекка Тейлор   | 1 епізод          |
| 2010      |                         | Blue Belle        | Блу              | 5 епізодів        |
| 2010–2011 | «Детройт 1-8-7»         | Detroit 1-8-7     | Лорен            | 1 епізод          |
| 2011      | «Без координат»         | Off the Map       | Сідні            | 1 епізод          |
| 2011      | «Риццолі та Айлс»       | Rizzoli & Isles   | Анна Фаррел      | 1 епізод          |
| 2012–2013 | «Парк Авеню, 666»       | 666 Park Avenue   | Саша Доран       | 5 епізодів        |
| 2012–2013 | «Лягавий»               | Copper            | Сара Фріман      | головна роль      |
| 2016      | «Кінь БоДжек»           | BoJack Horseman   | Таніша           | озвучка; 1 епізод |
| 2016      | «Край „Дикий Захід“»    | Westworld         | Шарлотта         | 5 епізодів        |